# Bas Maliepaard
Bastiaan "Bas" Maliepaard (Provincia de Brabante Septentrional, 3 de abril de 1938-Breda, 11 de julio de 2024) fue un ciclista neerlandés. 

## Carrera deportiva
Fue profesional entre 1959 y 1967, logrando sus mayores éxitos deportivos en 1963, cuando ganó una etapa en la Vuelta a España y ganó también la clasificación por puntos de esa edición de la Vuelta. Ganó también el Campeonato de Holanda de ciclismo en ruta en dos ocasiones, en 1960 y 1961.

## Palmarés
| 1959 - Omloop der Kempen - Tour de Overijssel - 1 etapa del Tour de Olympia - 2.º en el Campeonato Mundial en Ruta amateur 1960 - Campeonato de los Países Bajos en Ruta 1961 - Campeonato de Holanda de ciclismo en ruta 1962 - 1 etapa en el Tour d’Oise - 1 etapa en los Cuatro días de Dunkerque - 1 etapa de la Vuelta a Levante | 1963 - Tour de Picardie - 2 etapas de la Bicicleta Vasca - 1 etapa en la Vuelta a España y Clasificación por puntos 1964 - 1 etapa en los Cuatro días de Dunkerque |

## Resultados en Grandes Vueltas
Durante su carrera deportiva ha conseguido los siguientes puestos en las Grandes Vueltas:
| Carrera         | 1960 | 1961 | 1962 | 1963 | 1964 | 1965 | 1966 | 1967 |
| --------------- | ---- | ---- | ---- | ---- | ---- | ---- | ---- | ---- |
| Giro de Italia  | -    | -    | -    | -    | -    | -    | -    | -    |
| Tour de Francia | -    | -    | 47.º | -    | -    | 51.º | Ab.  | Ab.  |
| Vuelta a España | -    | -    | -    | 4.º  | -    | -    | Ab.  | 30.º |
| Mundial en Ruta | Ab.  | 23.º | 14.º | -    | Ab.  | -    | -    | Ab.  |